# Vârful Cârja, Munții Parâng
Cârja este un vârf montan din Munții Parâng, având o altitudine de 2.405 metri. Accesul pe vârf se poate face dinspre Parângul Mic (capăt telescaun) sau dinspre vârful Stoinița (sud) pe traseul de creastă. La poalele sale, înspre nord, se găsește un mic refugiu de piatră.

## Galerie foto

Vârful Cârja
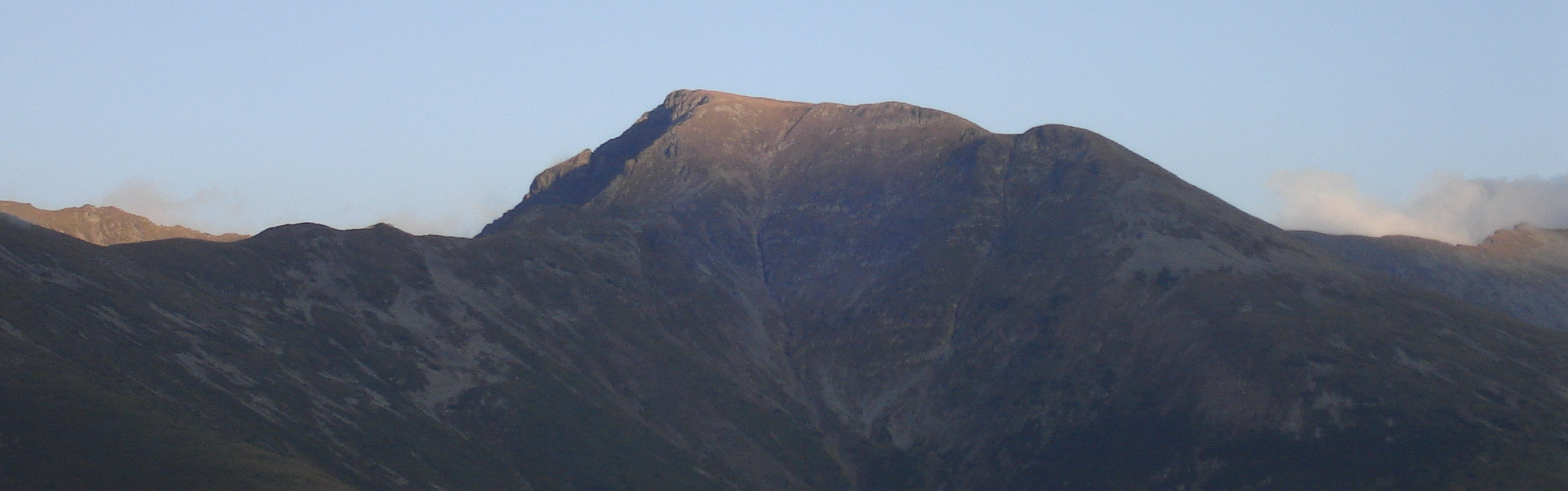
Vârful Cârja - vedere dinspre nord-vest
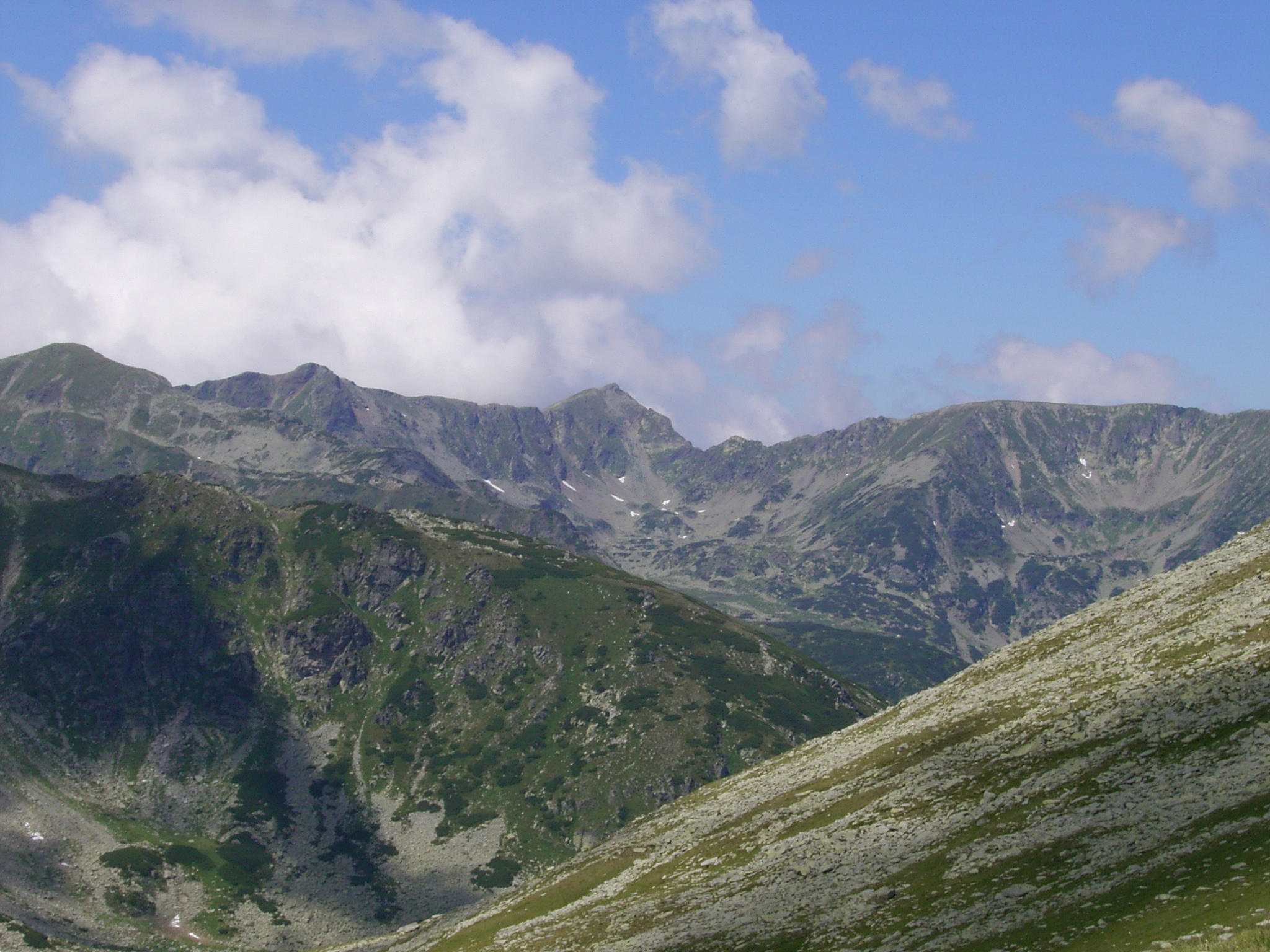
Vârfurile Stoiniţa şi Cârja
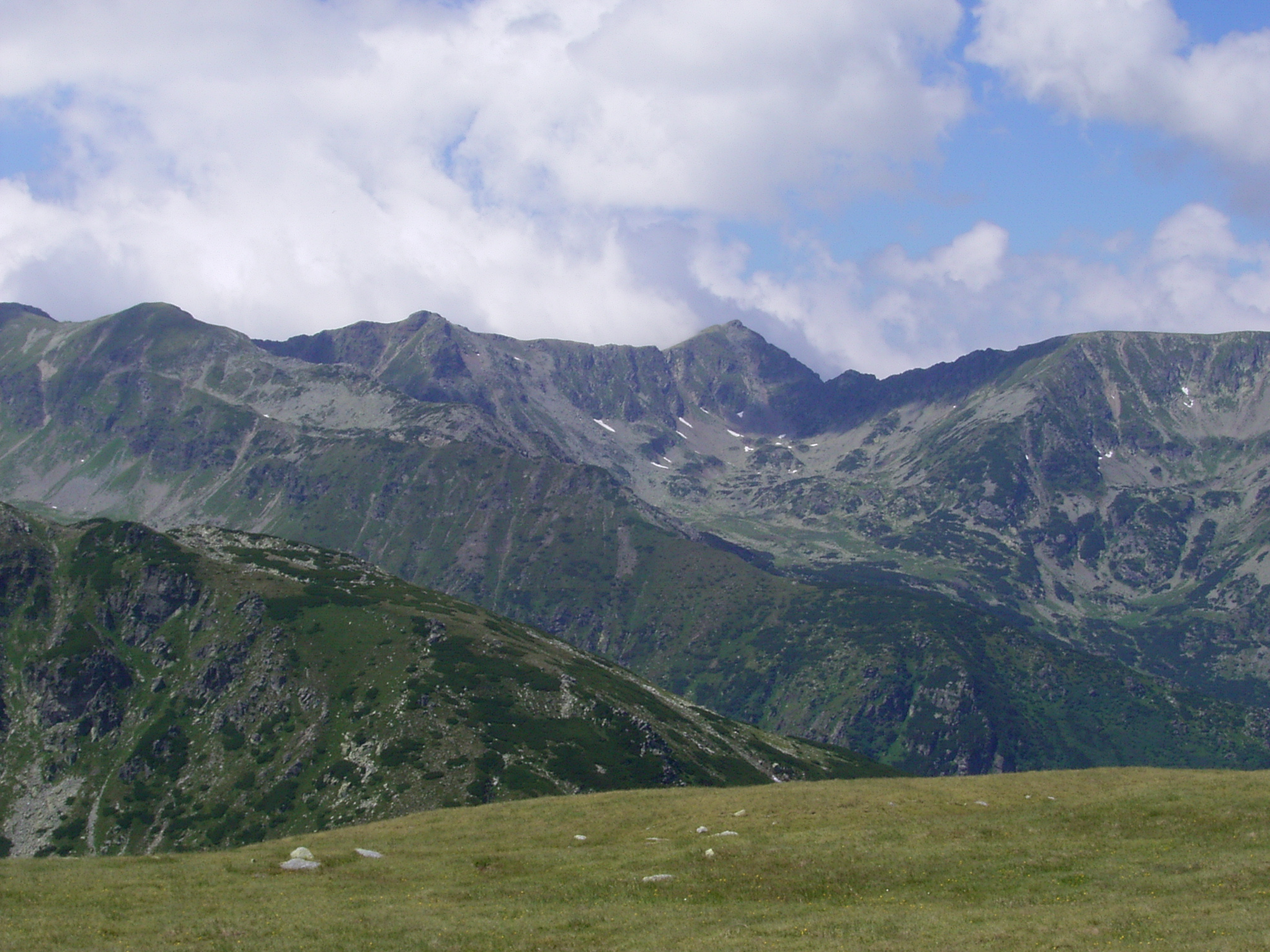
Vârfurile Gemănarea, Stoiniţa şi Cârja
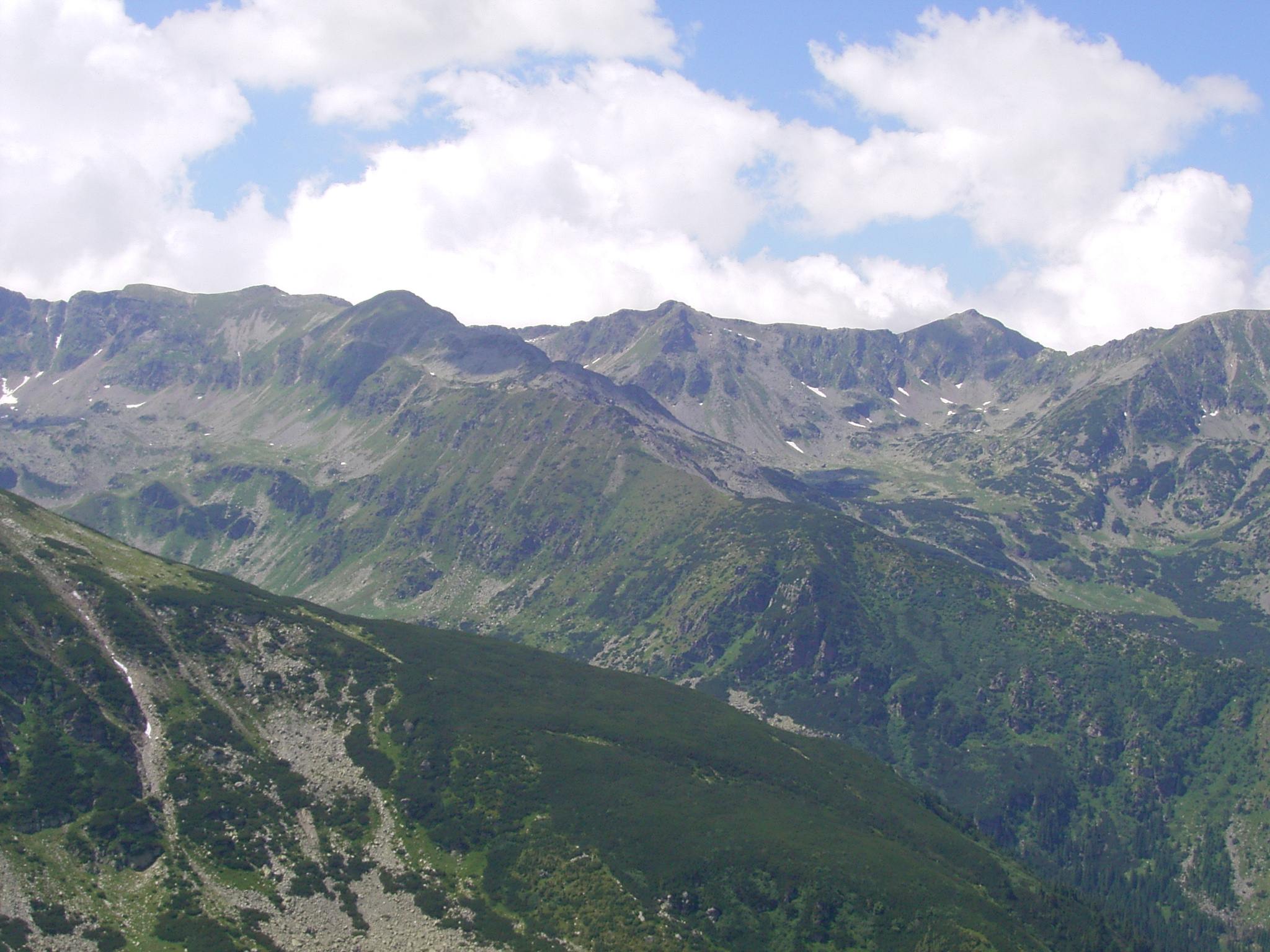
Vârfurile Gemănarea, Stoiniţa şi Cârja
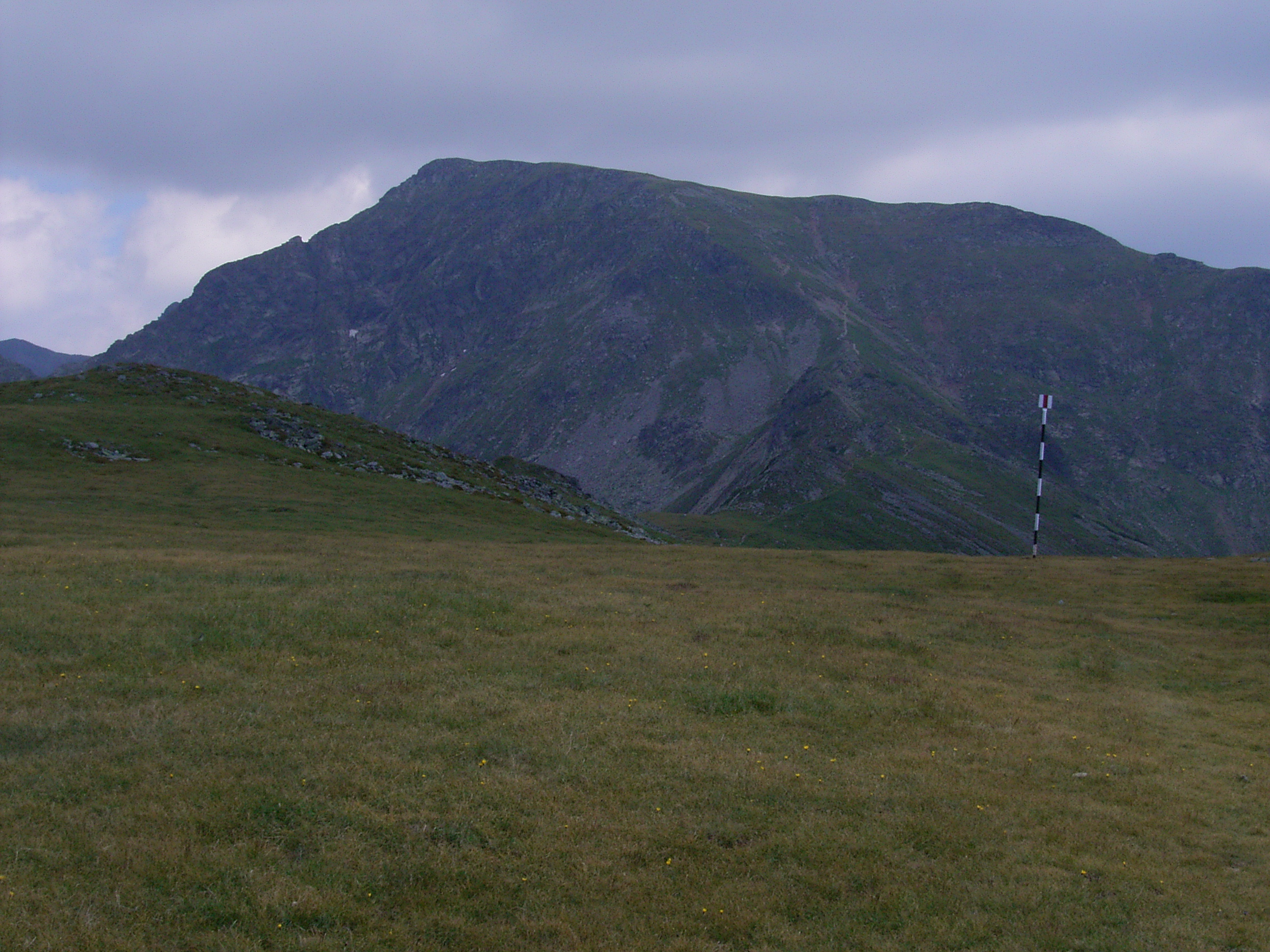
Vârful Cârja
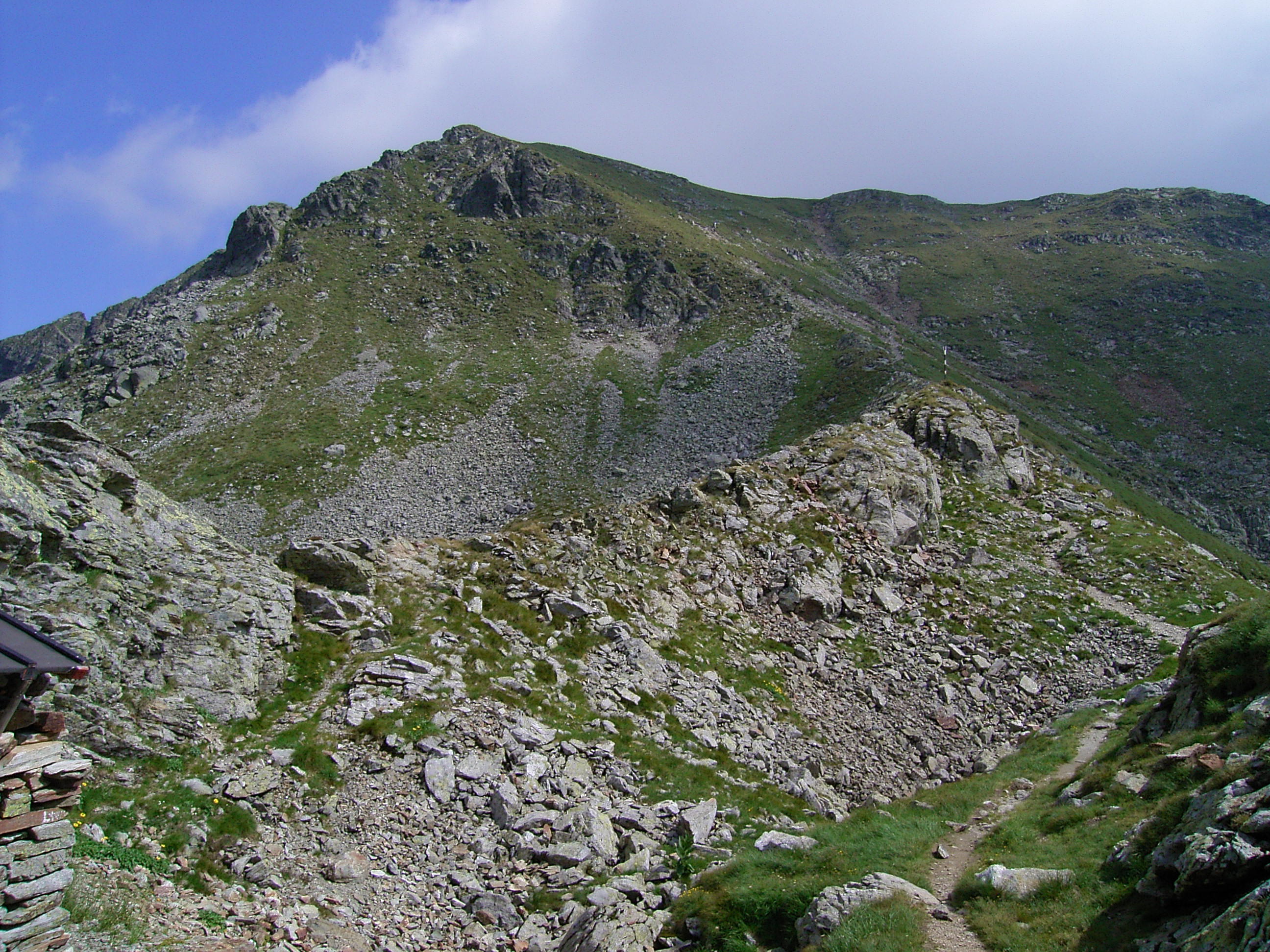
Vârful Cârja
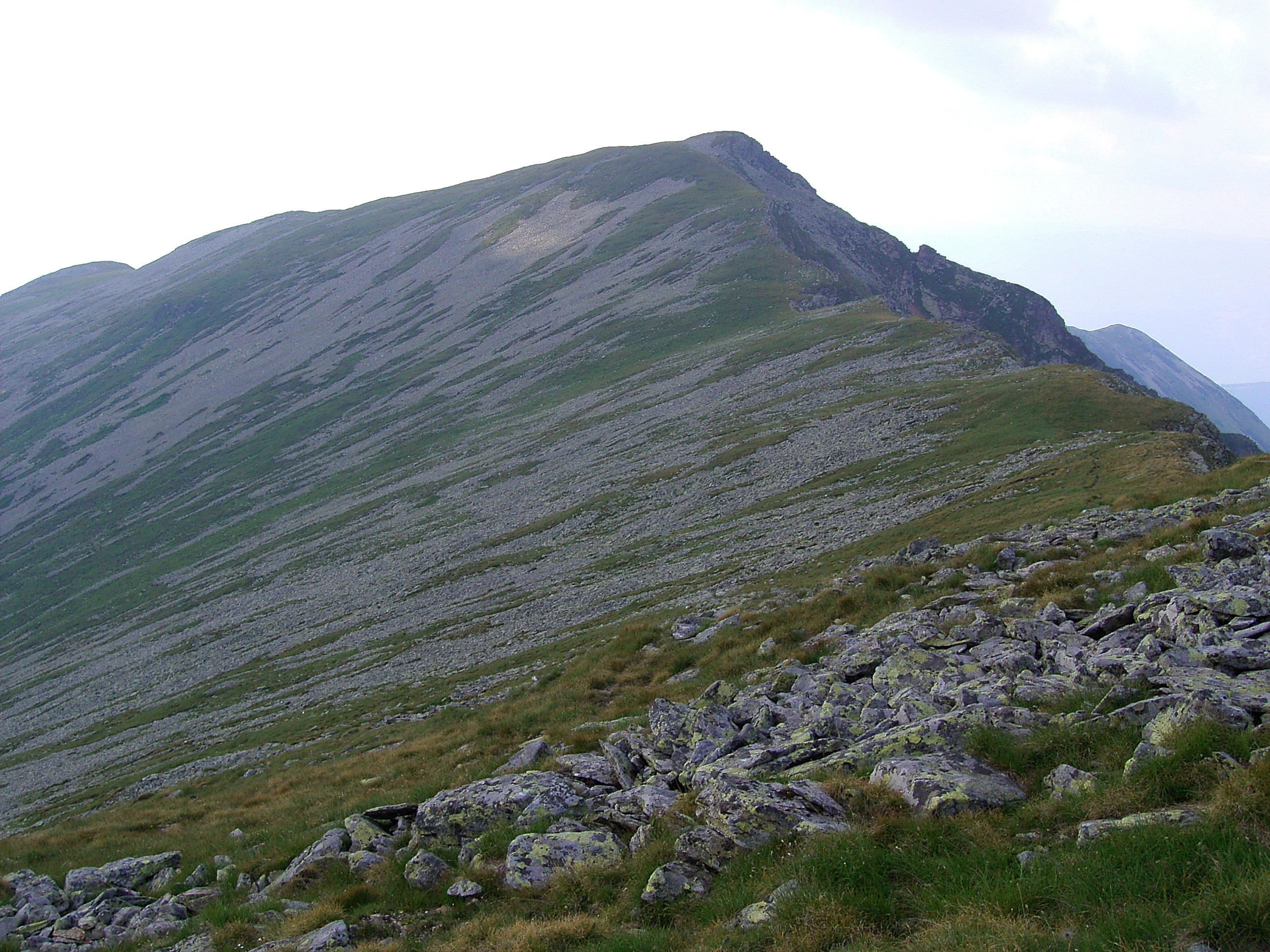
Vârful Cârja
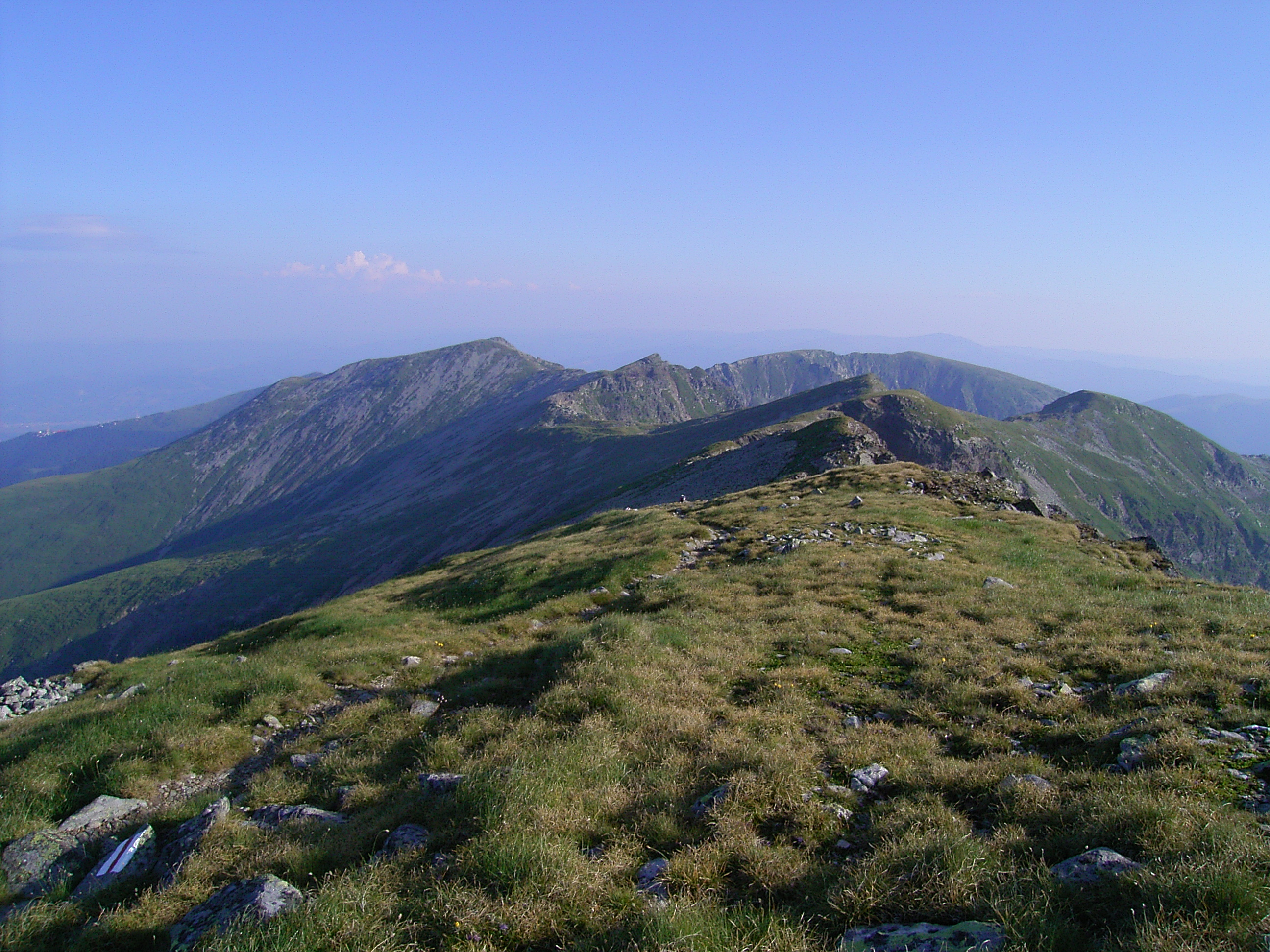
Vârfurile Gemănarea, Stoiniţa şi Cârja
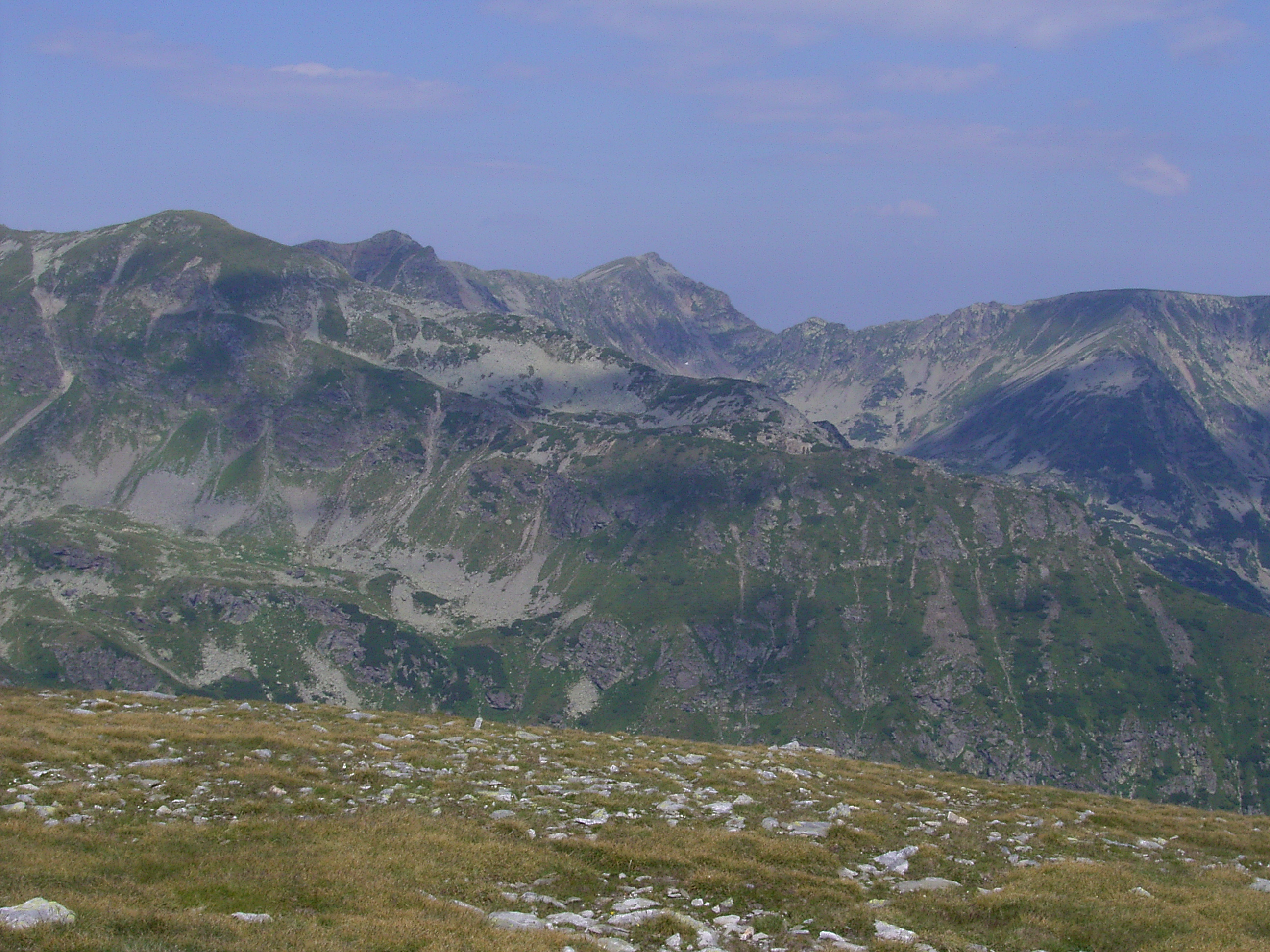
Vârfurile Stoiniţa şi Cârja
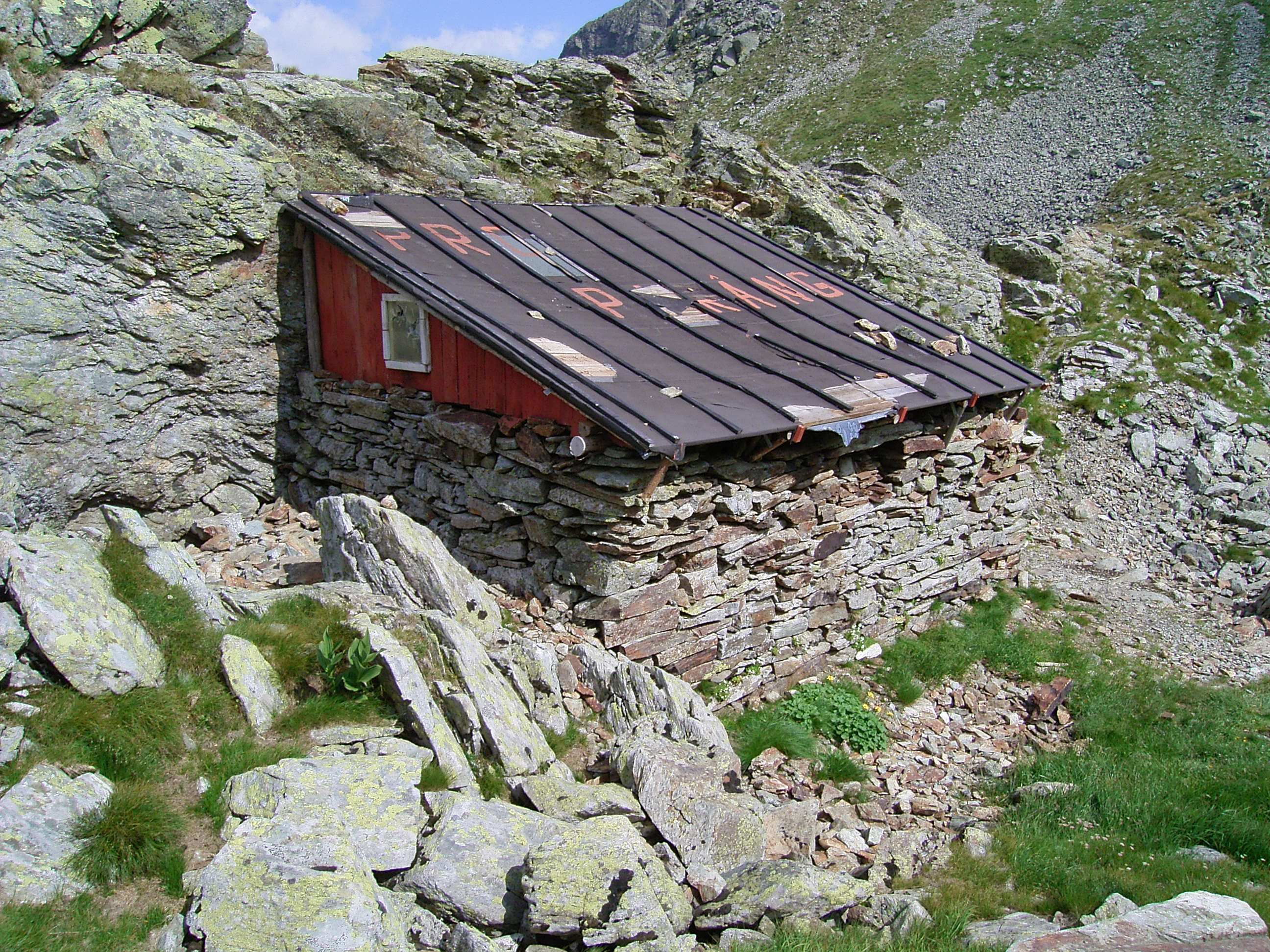
Refugiul Cârja